# Stazione di Viareggio
La stazione di Viareggio è un impianto ferroviario posto sulla ferrovia Genova-Pisa ubicato nel territorio dell'omonimo comune. Rappresenta inoltre il capolinea della linea per Lucca e Firenze.

## Storia

La stazione nel 1935

La vecchia stazione di Viareggio, aperta nel 1861, alla fine del XIX secolo risultava inadeguata al ruolo commerciale e turistico che stava assumendo la città in quel periodo. Già nel 1889 il consiglio comunale viareggino proponeva la costruzione di un nuovo impianto più centrale e che potesse dare "maggior lustro e decoro della città", in un'area che consentiva di servire meglio l'abitato ormai in espansione.
La nuova stazione ferroviaria, progettata da Roberto Narducci, fu dunque attivata il 13 giugno 1936 ed inaugurata alla presenza del Ministro delle Comunicazioni Antonio Stefano Benni.

### L'incidente ferroviario del 2009

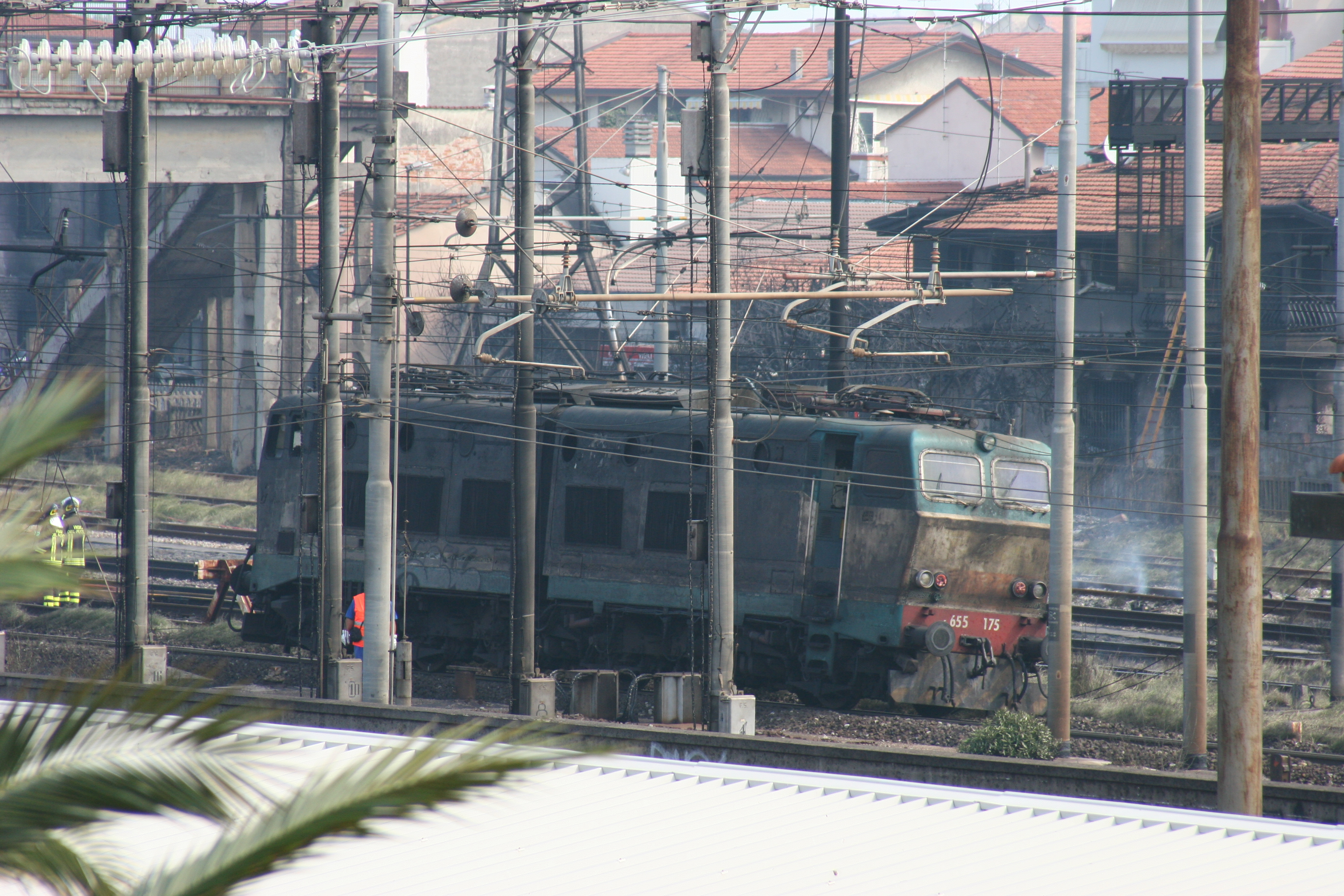
La locomotiva E.655.175 la mattina dopo l'incidente ferroviario di Viareggio, che ha coinvolto un treno merci composto da 14 carri carichi di GPL, deragliato ed incendiatosi durante l'attraversamento della stazione causando una grossa esplosione

Il 29 giugno 2009 a Viareggio si verificò uno dei più gravi disastri ferroviari della storia italiana: alle 23:48, nei pressi dello scalo, deragliò il treno merci 50325 Trecate-Gricignano, trainato dalla locomotiva E.655.175, e vi fu una fuoriuscita di GPL da una delle cisterne che componeva il convoglio. Una scintilla innescò il gas infiammabile (il quale, essendo più denso dell'aria, si era accumulato a livello del suolo), causando una gigantesca deflagrazione da cui si originò un immenso incendio. L'incidente provocò il crollo di alcune abitazioni limitrofe e la morte di 32 persone. Il tratto di linea tra Forte dei Marmi e Pisa San Rossore rimase conseguentemente chiuso al traffico ordinario fino al successivo 3 luglio. A seguito dell'incidente, è stato adottato un provvedimento che impone ai treni merci una velocità massima di 50 km/h nell'attraversare la stazione.

## Strutture e impianti
Il fabbricato viaggiatori fu progettato dall'architetto Roberto Narducci, mentre la costruzione fu affidata alla ditta Ignesti Federico e Figli. Rivestito in "Marmo rosso Italia delle Apuane", l'edificio è realizzato come un corpo centrale a due piani con due ali laterali ad un piano; dal lato della strada l'ampio porticato consente di accedere ai diversi locali che ospitano i servizi di stazione.
In seguito alla rimozione di due binari dopo l'incidente del 2009, il fascio di stazione è costituito da otto binari passanti.
I binari di corretto tracciato della ferrovia Tirrenica sono quelli numerati 3 e 4, utilizzati rispettivamente per i transiti da e per Pisa. Il binario 1 è usato prevalentemente per lo stazionamento di materiale che ha termine corsa a Viareggio, mentre il binario 2 viene usato per le precedenze. I binari 5 e 6 sono usati come capolinea della linea Viareggio-Firenze via Lucca, i binari 7 e 8 sono come capolinea dei treni da e per Lucca.
Per la manovra centralizzata degli enti di piazzale la stazione fu dotata di una caratteristica cabina scambi progettata dall'architetto Roberto Narducci e realizzata nel 1936. Venuta a cessare la primitiva funzione e separato fisicamente l'edificio dal resto della stazione in conseguenza dei lavori di riordino del piazzale successivi all'incidente del 2009, lo stesso venne acquisito dal Comune di Viareggio che provvedette al suo completo restauro.

## Movimento
La stazione, frequentata da più di 4.000 persone al giorno, è servita dalle relazioni regionali Trenitalia svolte nell'ambito dei contratti di servizio stipulati con la Regione Toscana, denominate anche "Memorario" e delle quali costituisce località "nodo": arrivi e partenze sono strutturati in modo da garantire coincidenze sistematiche fra le relazioni per La Spezia/Pontremoli e Pisa/Firenze con quelle da/per Lucca e Firenze Pistoia.
A Viareggio fermano inoltre servizi a lunga percorrenza, svolti anch'essi da Trenitalia lungo la Tirrenica.

## Servizi
La stazione dispone di:
- Biglietteria automatica
- Biglietteria a sportello
- Bar
- Posto di Polizia ferroviaria
- Servizi igienici

## Interscambi
- Stazione taxi
- Fermata autobus